# Ethan Roberts
Ethan Michael Roberts (Sparta, Tennessee, 4 de julio de 1997), más conocido como Ethan Roberts, es un jugador profesional estadounidense de béisbol que se desempeña en la posición de lanzador en Chicago Cubs, equipo de las Grandes Ligas de Béisbol (MLB).

## Carrera
En 2022, Roberts hizo su debut en la MLB con el equipo Chicago Cubs, donde lleva jugando dos temporadas.